# 리 E. 맥마흔

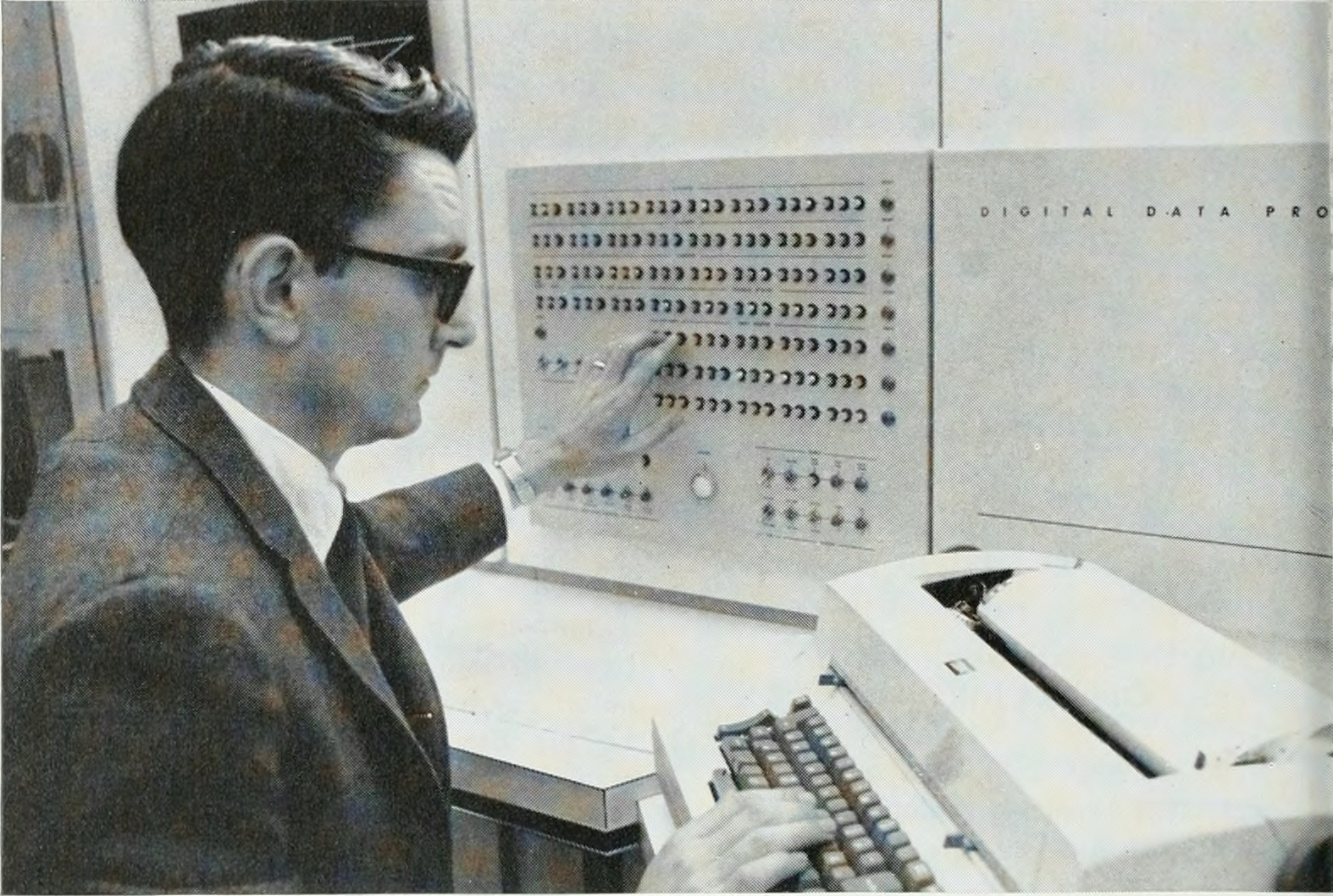

리 E. 맥마흔(영어: Lee E. McMahon, 1931년 ~ 1989년)은 미국의 컴퓨터 과학자이다. 초기 버전의 유닉스 운영 체제, 특히 sed 스트림 편집기에 기여한 것으로 잘 알려져 있다.